# 四次元 Four Dimensions
『四次元 Four Dimensions』（よんじげん フォー・ディメンションズ）は、日本のバンド・Mr.Childrenの27枚目のシングル。2005年6月29日にトイズファクトリーより発売された。

## 概要
通常盤のみでの発売。約1年1か月ぶりとなるシングルだが、日本レコード協会では収録曲数によって分類はアルバムとなっている。仕様はCD EXTRAであり、「and I love you」のミュージック・ビデオが収録されている。ジャケットを手掛けたのはイギリスのデザイン会社「TOMATO」。
カップリング曲は収録されておらず、全曲がA面曲(シングル)且つタイアップが付いている。シングルでタイトルに曲名が含まれていないのは本作が唯一であるほか、タイトルである「四次元」の読み方は「よんじげん」である。「四次元」の本来の英訳は、「fourth dimension」だが、「4つの次元（世界）」と解釈すると「four dimensions」と読み取ることができる。

## チャート成績
オリコンチャートでは、初動売上は56.9万枚で、15thシングル『終わりなき旅』以来7年ぶりに50万枚を突破、累計で92.6万枚を記録した（日本レコード協会からはミリオン認定されている）。また、2005年度の年間オリコンCDシングル売上ランキングでは第3位を記録。更に、当バンドが2000年代並びに21世紀に発売したシングルでは最大売上を記録している。また、12cmCDでのシングルの売上も歴代1位となっている。

## 収録曲
| 全作詞・作曲: 桜井和寿、全編曲: 小林武史 & Mr.Children。 |                              |          |            |      |
| #                                                        | タイトル                     | 作詞     | 作曲・編曲 | 時間 |
| 1.                                                       | 「未来」                     | 桜井和寿 | 桜井和寿   | 5:20 |
| 2.                                                       | 「and I love you」           | 桜井和寿 | 桜井和寿   | 5:06 |
| 3.                                                       | 「ランニングハイ」           | 桜井和寿 | 桜井和寿   | 5:23 |
| 4.                                                       | 「ヨーイドン」               | 桜井和寿 | 桜井和寿   | 4:20 |
| 5.                                                       | 「ヨーイドン(instrumental)」 | 桜井和寿 | 桜井和寿   | 4:18 |
| 合計時間:                                                | 合計時間:                    | 24:27    |            |      |

## 楽曲解説
1. 未来
  - 大塚製薬『ポカリスエット』CMソング[2]。
  - 仮タイトルは「？」。
  - 2004年の秋頃に制作された曲で、当時1日に7曲ほど作られたデモのうちの1曲であるという。当初はブルージーなアレンジだったが、サビの甘酸っぱい雰囲気を生かすためにAメロのイメージをジョージ・マイケルの楽曲である『フェイス』風にしたという[6]。
  - ミュージック・ビデオは「ポカリスエット」のCMにも出演していた綾瀬はるかと平岡祐太が出演。監督は伊藤由美子が務めた。この映像は2012年5月10日発売のベスト・アルバム『Mr.Children 2001-2005 <micro>』の初回限定盤、2018年3月21日発売のライブ・ビデオ『Mr.Children DOME & STADIUM TOUR 2017 Thanksgiving 25』に収録されている。
2. and I love you
  - 日清食品『カップヌードル "NO BORDER"』CMソング[7]。
  - 当時の桜井は自らのアルバム『Q』を聴き直しており、収録曲である「Hallelujah」のイントロのコード進行をアイデアにして作られた[8][9]。
  - ミュージック・ビデオは、本作の他に2006年5月10日発売のライブ・ビデオ『MR.CHILDREN DOME TOUR 2005 "I ♥ U" ～FINAL IN TOKYO DOME～』、2009年2月26日発売のDVD『TANGE KOUKI VIDEO COLLECTION』、『Mr.Children 2001-2005 <micro>』の初回限定盤、『Mr.Children DOME & STADIUM TOUR 2017 Thanksgiving 25』に収録されている。監督は丹下紘希。
3. ランニングハイ
  - 東映系映画『フライ,ダディ,フライ』主題歌[2]。Mr.Childrenが映画主題歌を担当するのは1995年の『【es】 Mr.Children in FILM』以来10年ぶりとなる[10]。
  - 仮タイトルは「歪み（ひずみ）」。
  - 桜井和寿はレコーディングの時は体調があまり良くない状態だったが、本人曰く「この曲を作るためには必要な体調の悪さだった」[8]。
  - 最初の歌詞の「乙」と「甲」のセリフは、映画『フライ,ダディ,フライ』の朴と鈴木を思わせる歌詞である。また、シングルA面曲では唯一歌詞の一人称に「俺」が使用されている。
  - 36thシングル『ヒカリノアトリエ』には「Mr.Children Hall Tour 2016 虹」で録音されたライブ音源がカップリングされている。
4. ヨーイドン
  - フジテレビ系教育番組『ポンキッキーズ』エンディングテーマ、『ガチャガチャポン!』オープニングテーマ[1]。
  - 歌詞は大人の子供に対する目線で描かれている。中川敬輔は、「テレビを観ている子供たちに対して、ミスター・チルドレンというものを知らない子たちもたくさんいるだろうから、挨拶代わりになるといいなって」と語っている[11]。
  - 本作収録曲の中で唯一、アルバム『I ♥ U』やベスト・アルバム『Mr.Children 2001-2005 <micro>』『Mr.Children 2003-2015 Thanksgiving 25』には収録されず、カップリング曲でもないため『B-SIDE』にも収録されなかった。『B-SIDE』発売以前に発表した楽曲の中で、バージョン違いを除くシングル曲でオリジナルアルバム・ベストアルバム共に未収録なのは現時点で本曲のみである。
  - 2014年に開催されたファンクラブ限定ツアー『Mr.Children FATHER & MOTHER 21周年ファンクラブツアー』の直前に行われた「会員が最もライブで聴きたい曲」アンケートでは26位に選ばれた[12][注 1]。
5. ヨーイドン(instrumental)
  - シングル曲のインストゥメンタルバージョンが収録されたのは、1996年発売の10thシングル『名もなき詩』以来となる。配信版では、表記が「Instrumental Version」となっている。

## テレビ出演
| 番組名                   | 日付          | 放送局     | 演奏曲                             |
| ------------------------ | ------------- | ---------- | ---------------------------------- |
| ミュージックステーション | 2005年6月10日 | テレビ朝日 | 未来                               |
| ミュージックステーション | 2005年6月24日 | テレビ朝日 | and I love you                     |
| うたばん                 | 2005年6月30日 | TBS        | and I love you                     |
| 僕らの音楽               | 2005年7月1日  | フジテレビ | 未来 and I love you ランニングハイ |
| COUNT DOWN TV            | 2005年7月9日  | TBS        | ランニングハイ                     |

## ライブ映像作品
| 曲名           | 作品名                                                       |
| -------------- | ------------------------------------------------------------ |
| 未来           | MR.CHILDREN DOME TOUR 2005 "I ♥ U" 〜FINAL IN TOKYO DOME〜   |
| 未来           | ap bank fes '07                                              |
| 未来           | Mr.Children STADIUM TOUR 2011 SENSE -in the field-           |
| and I love you | ap bank fes '05                                              |
| and I love you | MR.CHILDREN DOME TOUR 2005 "I ♥ U" 〜FINAL IN TOKYO DOME〜   |
| and I love you | Mr.Children HOME TOUR 2007                                   |
| and I love you | Mr.Children DOME TOUR 2009 SUPERMARKET FANTASY IN TOKYO DOME |
| and I love you | Mr.Children Stadium Tour 2015 未完                           |
| and I love you | Mr.Children Tour 2018-19 重力と呼吸                          |
| ランニングハイ | MR.CHILDREN DOME TOUR 2005 "I ♥ U" 〜FINAL IN TOKYO DOME〜   |
| ランニングハイ | Mr.Children HOME TOUR 2007                                   |
| ランニングハイ | Mr.Children DOME & STADIUM TOUR 2017 Thanksgiving 25         |

## 収録アルバム
- 『I ♥ U』 (#1 - #3)
- 『Mr.Children 2001-2005 <micro>』 (#1 - #3)
- 『Mr.Children 2003-2015 Thanksgiving 25』 (#1 - #3)